# Mesochorus necatorius
Mesochorus necatorius är en stekelart som beskrevs av Dasch 1974. Mesochorus necatorius ingår i släktet Mesochorus och familjen brokparasitsteklar. Inga underarter finns listade i Catalogue of Life.